# Hunting Act 2004
Pour les articles homonymes, voir Hunting (homonymie).

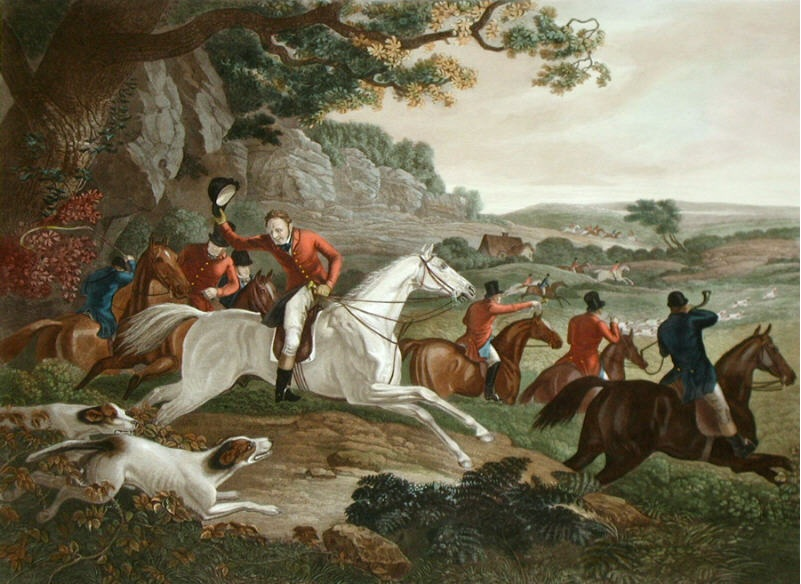
Tableau de Philip Reinaigle, Breaking cover, représentant une chasse à courre

Le Hunting Act 2004 est une loi du parlement du Royaume-Uni votée en 2004. Cette loi a pour effet d'interdire les activités traditionnelles de chasse à courre en Angleterre et au pays de Galles dès le 18 octobre 2018. Cette loi est votée deux ans après une loi similaire du parlement écossais.